# Pielgrzymki w chrześcijaństwie

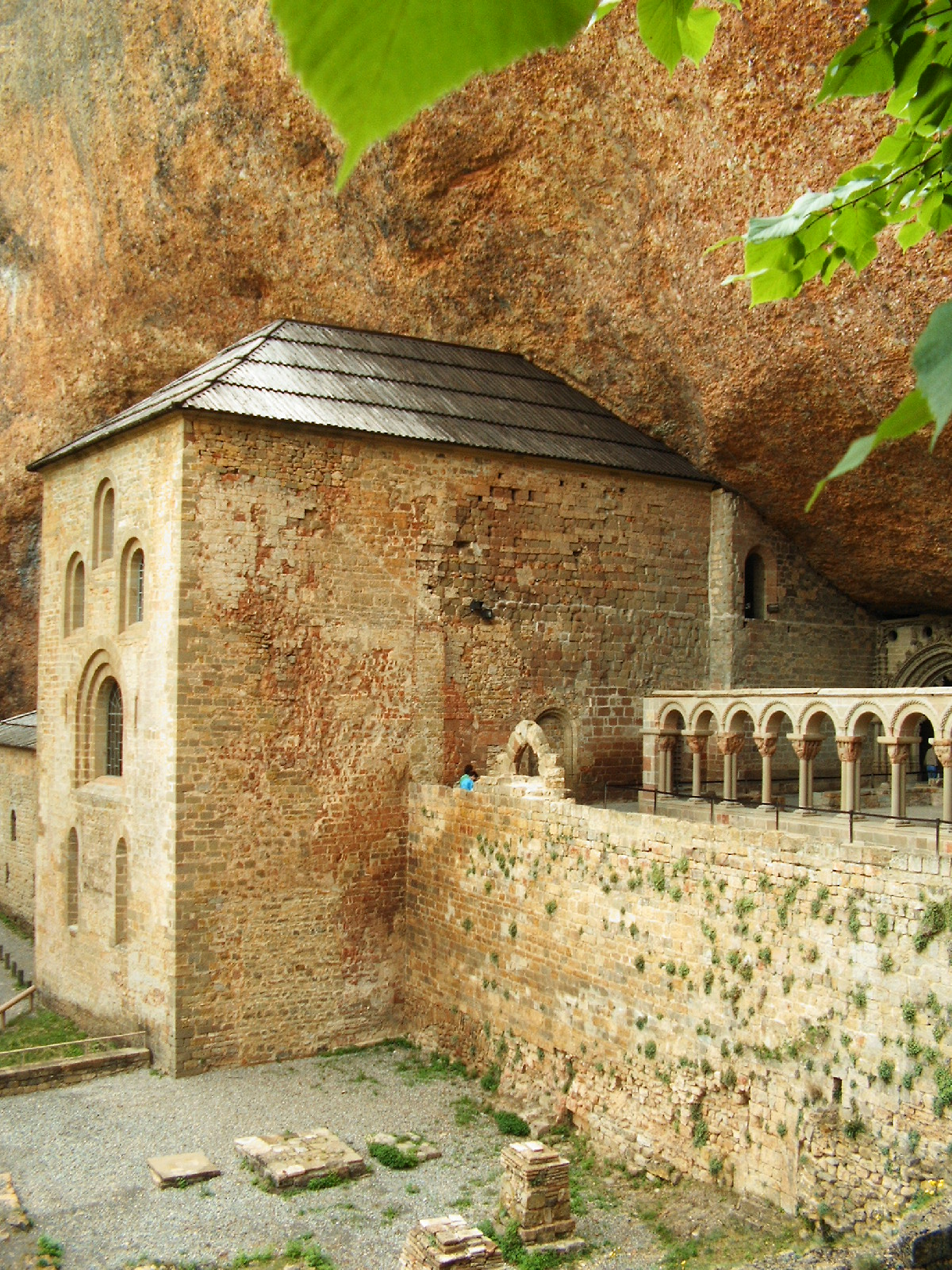
Szlak Droga św. Jakuba (El Camino de Santiago) – pielgrzymka do Katedra w Santiago de Compostela, w której według legendy znajdują się szczątki apostoła Jakub Większy Apostoł. Szlak został uznany za pierwszy Europejski Szlak Kulturowy przez Rada Europy (1987) oraz wpisany na listę światowego dziedzictwa UNESCO (1993).

Pielgrzymki w chrześcijaństwie – tradycja odbywania pielgrzymek w religiach chrześcijańskich – ma długą historię związaną zarówno z miejscami powiązanymi z narracją Nowego Testamentu (zwłaszcza w Ziemi Świętej), jak i do miejsc związanych z życiem świętych oraz cudami.
Pielgrzymka tradycyjnie oznacza podróż do miejsca związanego z wydarzeniem biblijnym lub czczonego przez wiernych (np. Jezusa, Maryi, świętych). Wierni oczekują tam Bożego błogosławieństwa oraz odpustu za grzechy – co ma skrócić lub całkowicie umorzyć czas spędzony w czyśćcu. W średniowieczu pielgrzymka mogła być nałożona jako pokuta, a nawet egzekwowana przez świeckich sędziów.
Niektórzy pielgrzymują, aby wzbogacić swoje doświadczenie duchowe, poznać ludzi lub znaleźć chwilę wytchnienia od codzienności, a inni – jako wyraz pokoju i solidarności. Miejsca, w których odbywają się objawienia (zazwyczaj Maryi, anioła lub świętych), przyciągają wiernych również z powodu cudownych uzdrowień, stygmatów czy innych zjawisk nadprzyrodzonych. Kościół rzymskokatolicki stosuje ścisłe procedury weryfikacji takich świadectw.
Cel chrześcijańskiej pielgrzymki został podsumowany przez Benedykt XVI:

Pielgrzymowanie to nie tylko wizyta w miejscu, aby podziwiać jego skarby natury, sztuki lub historii. Oznacza ono wyjście poza siebie, by spotkać Boga tam, gdzie się objawił, gdzie Jego łaska zajaśniała szczególnym blaskiem, przynosząc owoce nawrócenia i świętości. Chrześcijanie pielgrzymują przede wszystkim do Ziemi Świętej, do miejsc związanych z męką, śmiercią i zmartwychwstaniem Pana. Udają się także do Rzymu – miasta męczeństwa Piotra i Pawła – oraz do Composteli, miejsca pamięci św. Jakuba, które przyciąga wiernych z całego świata.

## Historia
Pierwsze pielgrzymki związane były z miejscami narodzin, życia, ukrzyżowania i zmartwychwstania Jezusa. Poza wczesnym przykładem Orygenesa z III wieku, opisy pielgrzymek do Ziemi Świętej pochodzą z IV wiekuv, kiedy to ojcowie Kościoła, m.in. św. Hieronim oraz św. Helena – matka Konstantyna Wielkiego – zachęcali do podróży.
W IV wieku pielgrzymki stały się popularne dzięki odkryciu relikwii Prawdziwego Krzyża w Jerozolimie przez Helenę, co zaowocowało budową licznych kościołów. Samo podążanie śladami Chrystusa i Jego uczniów stanowiło duchowe przeżycie.
Pielgrzymki obejmowały wizyty w Rzymie, miejscach związanych z apostołami oraz świętych, a także w miejscach objawień Matki Bożej. Popularnym szlakiem jest Droga św. Jakuba do Katedra w Santiago de Compostela w Galicji. Co siedem lat odbywa się również połączona pielgrzymka do miast: Maastricht, Akwizgran i Kornelimünster.

## Miejsca docelowe

### Ziemia Święta
Bazylika Grobu Pańskiego w Jerozolimie, Bazylika Narodzenia Pańskiego w Betlejem oraz Bazylika Zwiastowania w Nazarecie to najważniejsze kościoły, stanowiące rdzeń chrześcijańskiej tradycji. Historyczna Palestyna jest uważana za ziemię świętą, gdyż większość wydarzeń ewangelicznych miała miejsce w Galilei i Judzie.

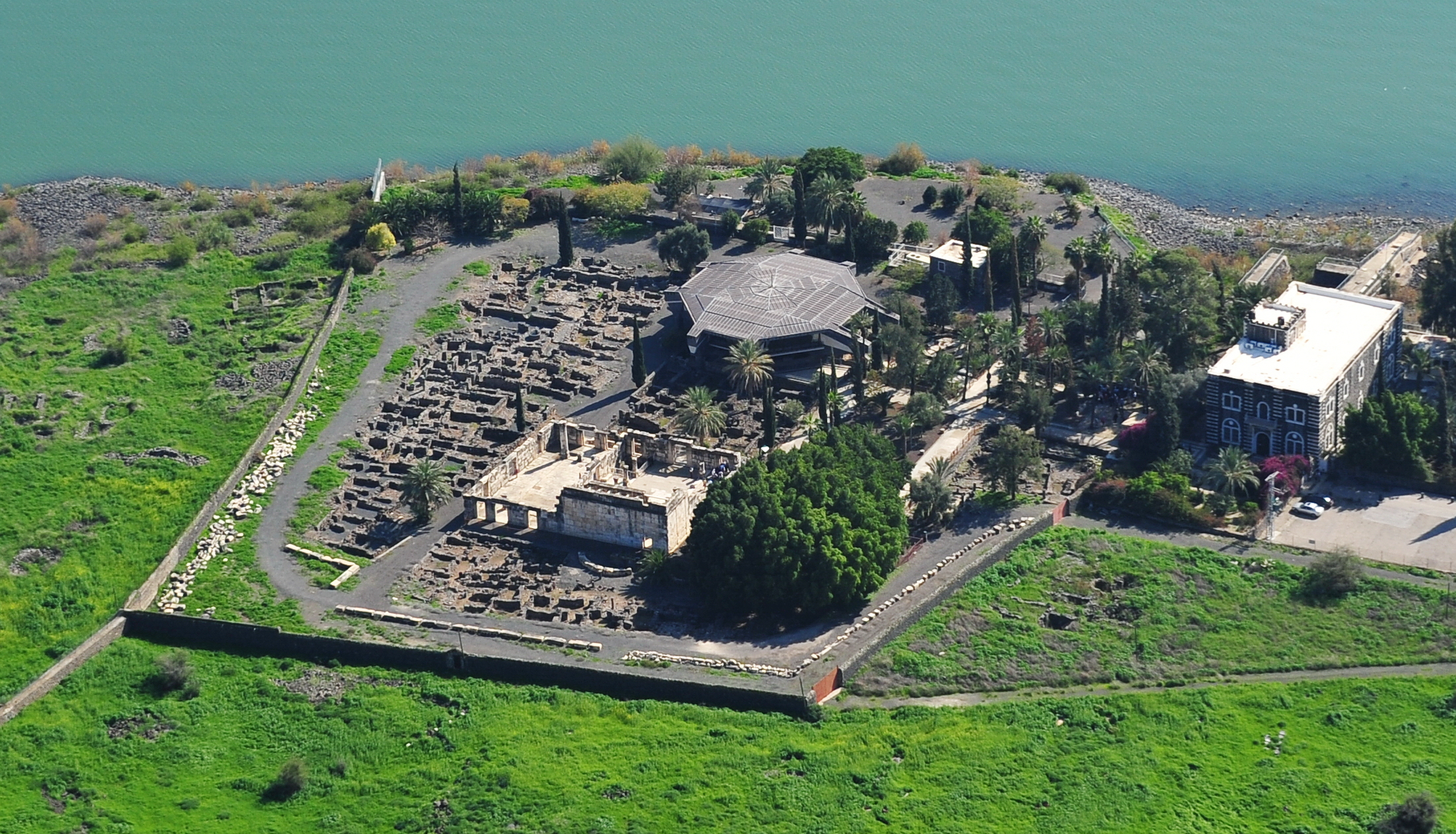
Kafarnaum, starożytna wioska związana z Jezusem.

Pierwsze pielgrzymki odbywały się do miejsc związanych z działalnością Jezusa. Jednym z wczesnych przykładów pielgrzymów był Orygenes, który "w poszukiwaniu śladów Jezusa, uczniów i proroków" już w połowie III wieku z pomocą miejscowej ludności był w stanie ustalić rzeczywiste położenia miejsc zdarzeń biblijnych jak świń Gadareńczyków. Inne zachowane opisy chrześcijańskich pielgrzymek do Ziemi Świętej i Jerozolimy pochodzą z IV wieku. Anonimowy "Itinerarium Burdigalense" ("Itinerarium z Bordeaux") jest najstarszym zachowanym sprawozdaniem z chrześcijańskiej pielgrzymki do Jerozolimy i opisuje jego wizytę w latach 333–334.
Tradycja pielgrzymkowa została ustanowiona przez Helenę, matkę Konstantyna Wielkiego i zachęcana przez ojców Kościoła, takich jak św. Hieronim. Pielgrzymki zaczęto również odbywać do Rzymu i innych miejsc związanych z apostołami, świętymi i męczennikami chrześcijańskimi, a także do miejsc, w których miały miejsce objawienia Matki Bożej. Pielgrzymka do Rzymu stała się powszechnym celem pielgrzymów z całej zachodniej Europy w okresie średniowiecza, a ważne miejsca zostały wymienione w przewodnikach, takich jak XII-wieczna "Mirabilia Urbis Romae".

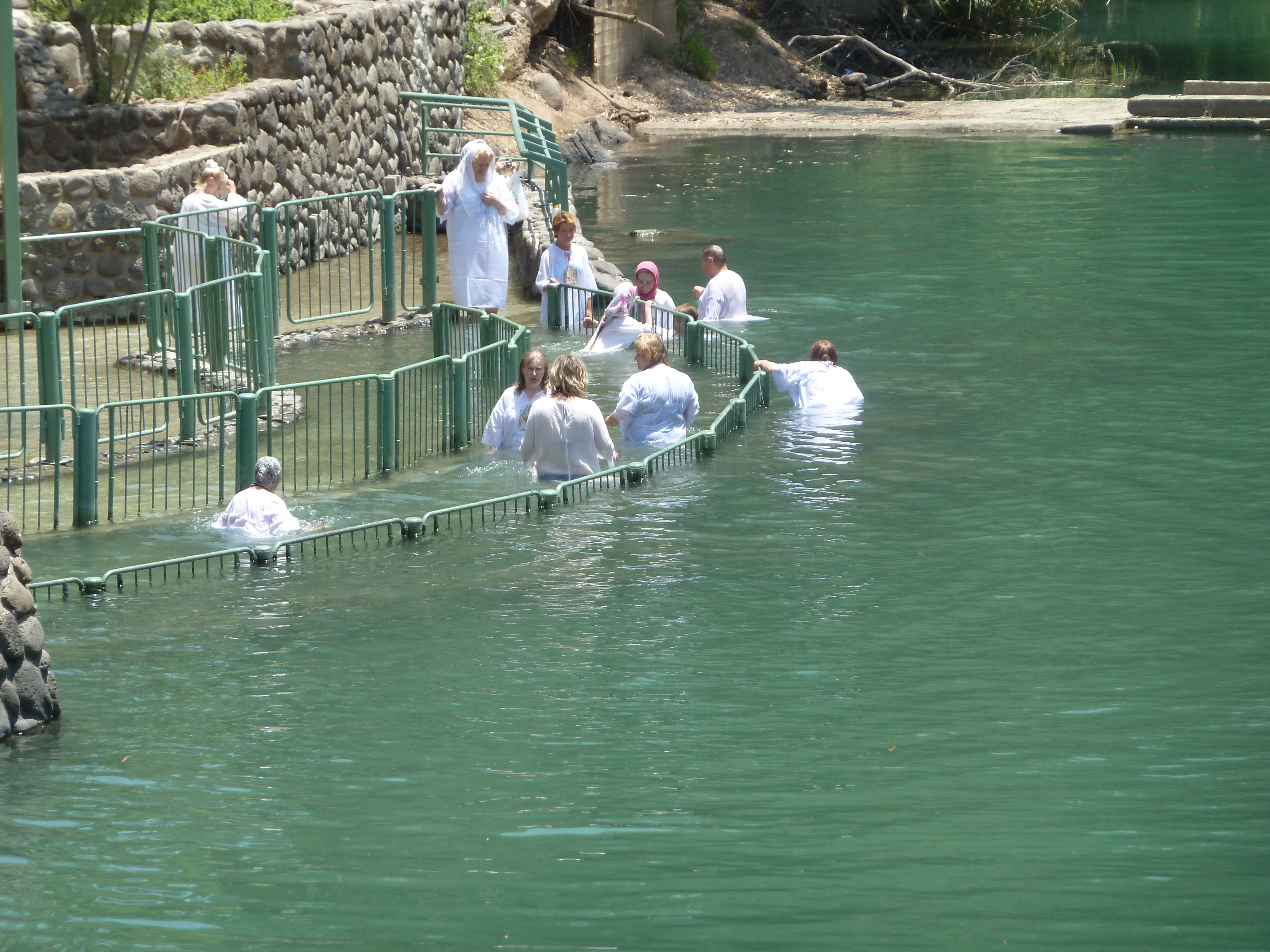
Chrześcijanie przybywają nad Jordan, aby się ochrzcić. Zdjęcie zrobione w Yardenit, Izrael.

W VII wieku Ziemia Święta wpadła w ręce muzułmanów, a ponieważ pielgrzymka do Ziemi Świętej stała się teraz trudniejsza dla europejskich chrześcijan, główne miejsca pielgrzymek rozwinęły się w Europie Zachodniej, zwłaszcza Santiago de Compostela w IX wieku, chociaż podróżnicy tacy jak Bernard Pielgrzym nadal odbywali podróż do Ziemi Świętej.
Relacje polityczne między kalifatami muzułmańskimi a królestwami chrześcijańskimi Europy utrzymywały zawieszenia broni, co umożliwiało chrześcijańskie pielgrzymki na tereny kontrolowane przez muzułmanów, przynajmniej w pewnych okresach czasu; na przykład fatymidzki kalif Al-Hakim bi-Amr Allah nakazał zniszczenie Bazylika Grobu Świętego, a jego następca zezwolił Cesarstwu Bizantyjskiemu na jej odbudowę.

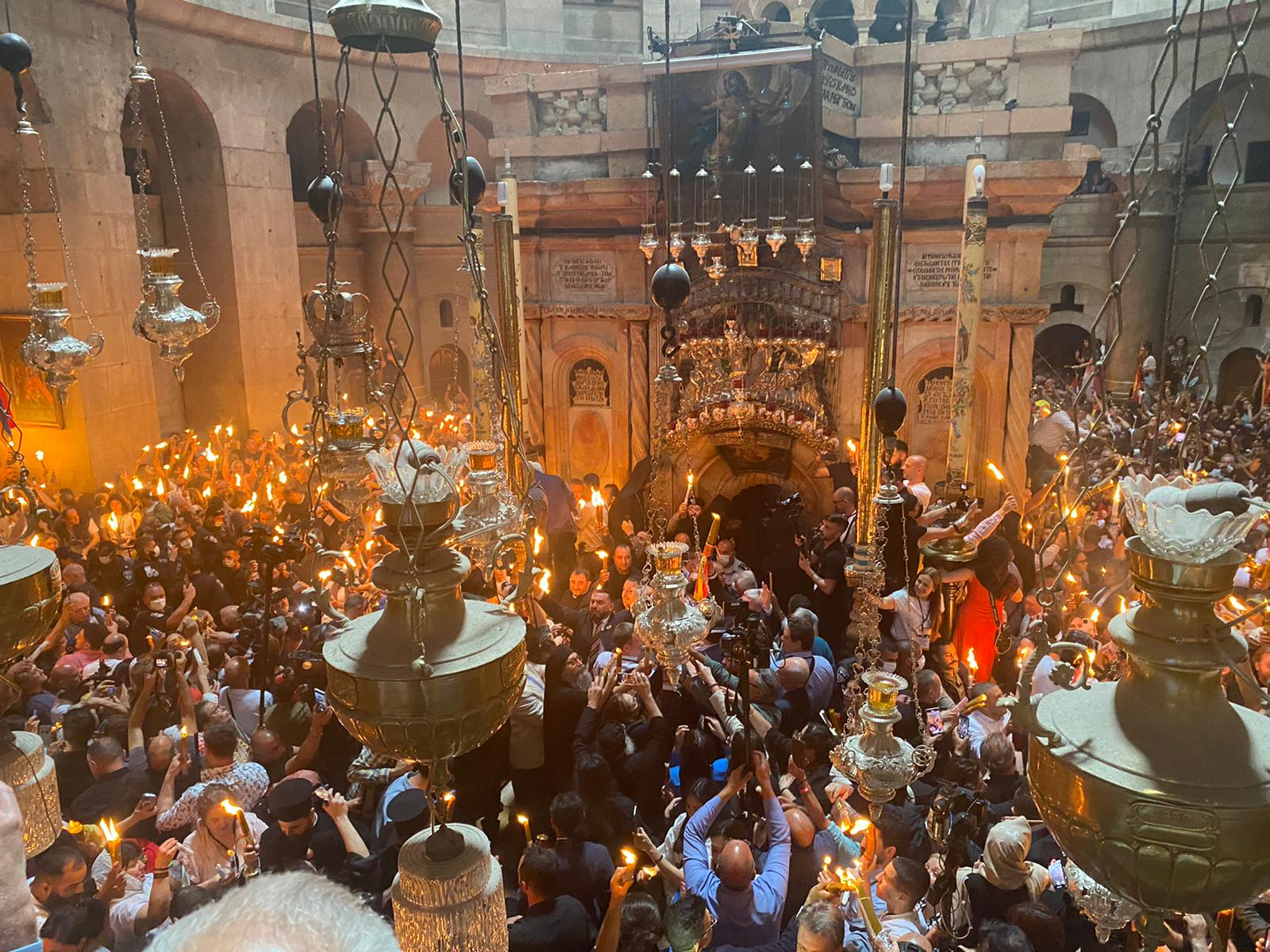
Ceremonia Świętego Ognia w Bazylika Grobu Świętego, Jerozolima, 2022

W późniejszym XI wieku turcy seldżuccy systematycznie zakłócali szlaki pielgrzymkowe chrześcijan, co stało się jednym z głównych czynników wyzwalających krucjaty .
Państwa krzyżowców początkowo odnosiły sukces, a zwłaszcza Królestwo Jerozolimskie, gwarantując bezpieczny dostęp do Ziemi Świętej dla chrześcijańskich pielgrzymów w XII wieku, lecz Palestyna została ponownie podbita przez muzułmańską dynastię Ajjubidów pod koniec XIII wieku.
Pod Imperium Osmańskim podróżowanie po Palestynie ponownie stało się ograniczone i niebezpieczne. Można powiedzieć, że współczesne pielgrzymki w Ziemi Świętej otrzymały wczesny impuls od uczonego Ernest Renan, którego dwadzieścia cztery dni w Palestynie, opisane w jego "Vie de Jésus" (opublikowanej w 1863 r.), znalazły echo Nowego Testamentu na każdym kroku.

### Polska
W Polsce jest 96 miejsc pielgrzymkowych, ale żadne nie jest tak popularne jak Jasna Góra w centrum Częstochowy.

#### Jasna Góra

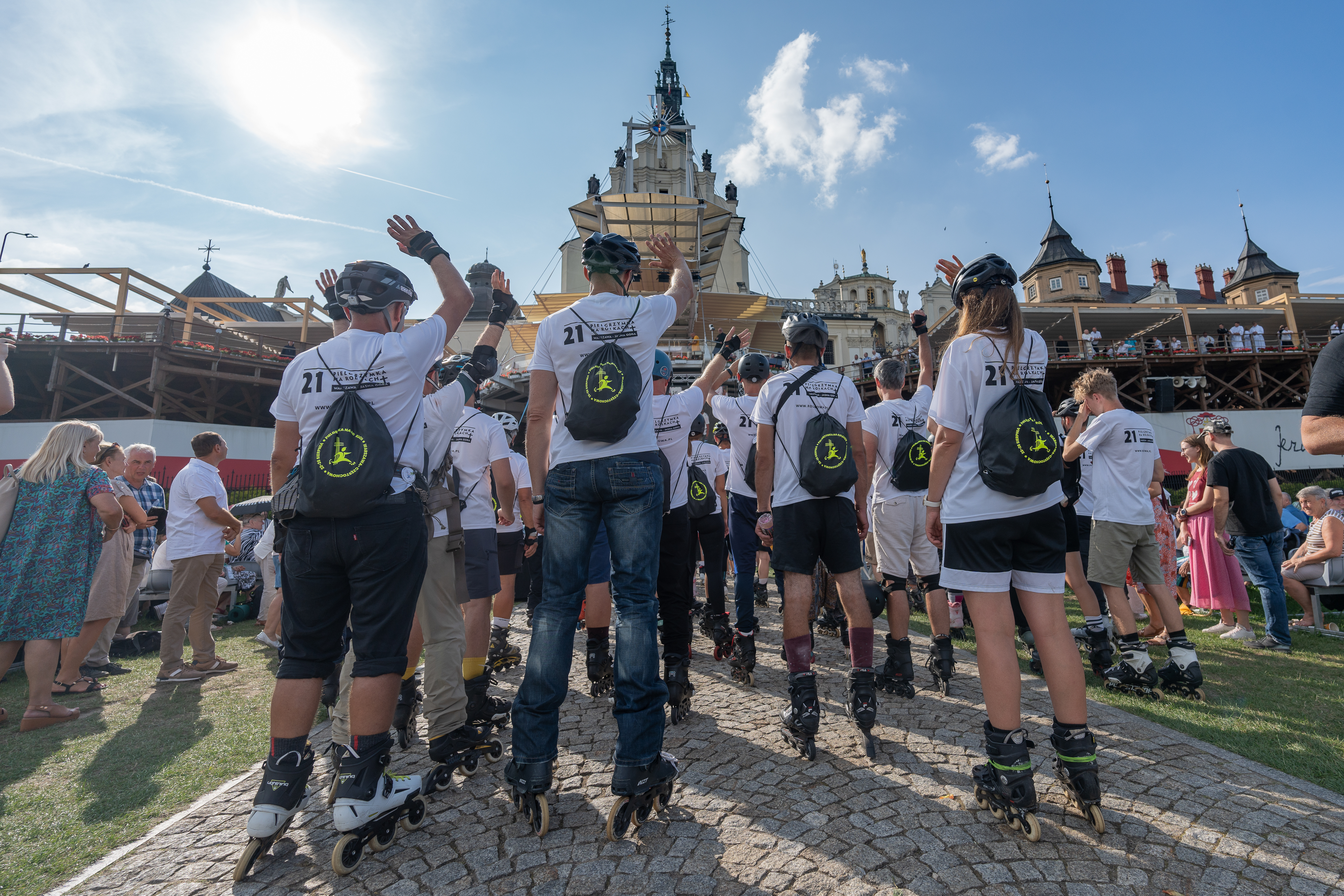
Pielgrzymka na rolkach na Jasną Górę w 2024 roku

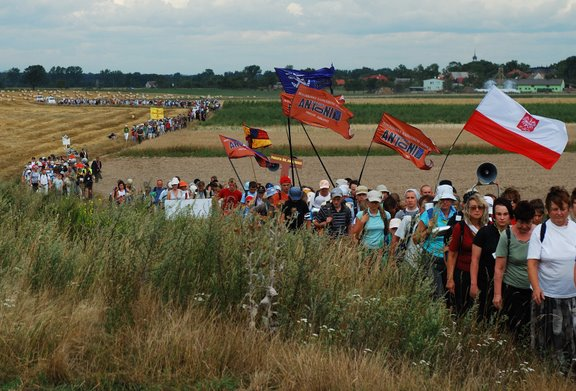
Piesza Pielgrzymka Wrocławska na Jasną Górę w 2008 roku

Jasna Góra w Częstochowie to miejsce pielgrzymkowe o długiej tradycji. Według przekazów, już w 1382 roku ksiądz Władysław opolski sprowadził paulinów z Węgier, co zapoczątkowało rozwój sanktuarium, a tradycja pieszego pątnictwa do Jasnej Góry sięga już XV wieku – pierwsze udokumentowane pielgrzymki pochodzą z 1626 roku (pielgrzymka z Gliwic). Jest to najchętniej odwiedzane miejsce kultu w Polsce z rocznymi liczbami odwiedzin na poziomie ok. 3 ~ 5 mln (przed pandemią Covid). W 2023 roku Jasną Górę odwiedziło około 3,6 mln pielgrzymów. Sanktuarium zajmuje także pierwsze miejsce jeśli chodzi o pielgrzymki piesze: w 2002 r. do sanktuarium przyszło 211 pielgrzymek pieszych, w których uczestniczyło 172 tys. osób. W 2023 przybyło 228 pielgrzymek pieszych, 200 grup rowerowych, 17 grup biegowych, 2 pielgrzymki rolkowe i 1 konna – łącznie prawie 90 tys. osób.
Najważniejsze uroczystości odbywają się m.in. w okresie Wielkanocy oraz w rocznicę Czarnej Madonny, przyciągając wiernych z całej Polski.

#### Kalwaria Zebrzydowska

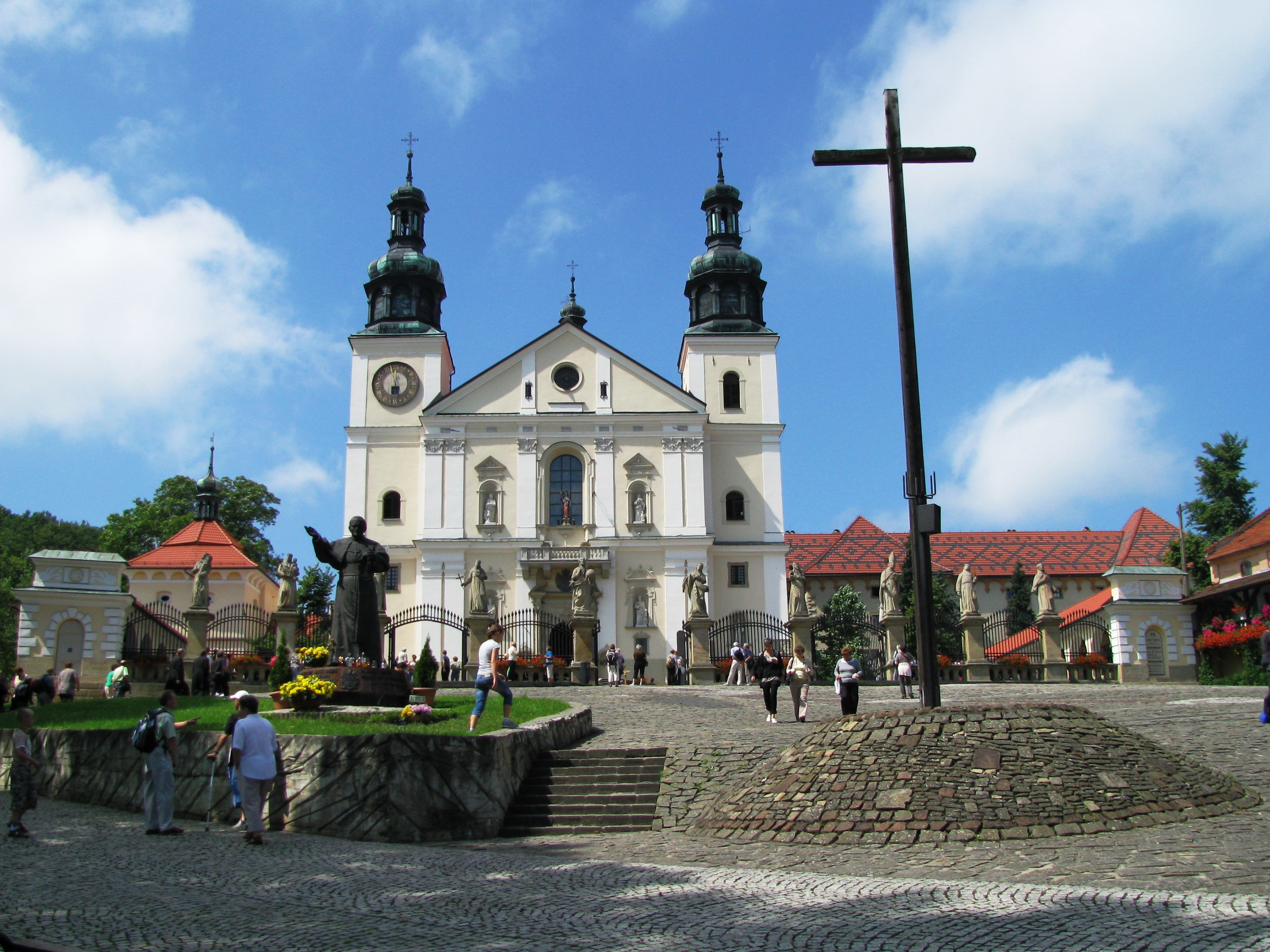
Kalwaria Zebrzydowska

Kalwaria Zebrzydowska została założona w 1602 roku i stanowi unikatowy zespół kaplic i dróżek odtwarzających Drogę Krzyżową. Już od XVII wieku wierni podejmują pielgrzymki do tego miejsca, a obecnie rocznie odwiedza je około 1,5 mln pielgrzymów. Wśród ustalonych terminów warto wyróżnić coroczną pieszą pielgrzymkę z Łagiewnik do Kalwarii – przykładowo, już 31 maja 2008 roku zorganizowano trasę o długości około 33 km, a uroczystości odpustowe oraz nabożeństwa w okresie Wniebowzięcia Najświętszej Maryi Panny stanowią stały punkt kalendarza pątniczego.

#### Łosiery
Na Warmii istniała tradycja łosiery, czyli pielgrzymki do lokalnego miejsca kultu delegacji parafii w celu wypełnienia ślubu. Łosiery miały charakter wotywny. Od czasu objawienia w Gietrzwałdzie ta wieś stała się głównym celem lokalnych łosier, a także jednym z celów pielgrzymek z innych regionów Polski.

### Europa

#### Santiago de Compostela, Hiszpania

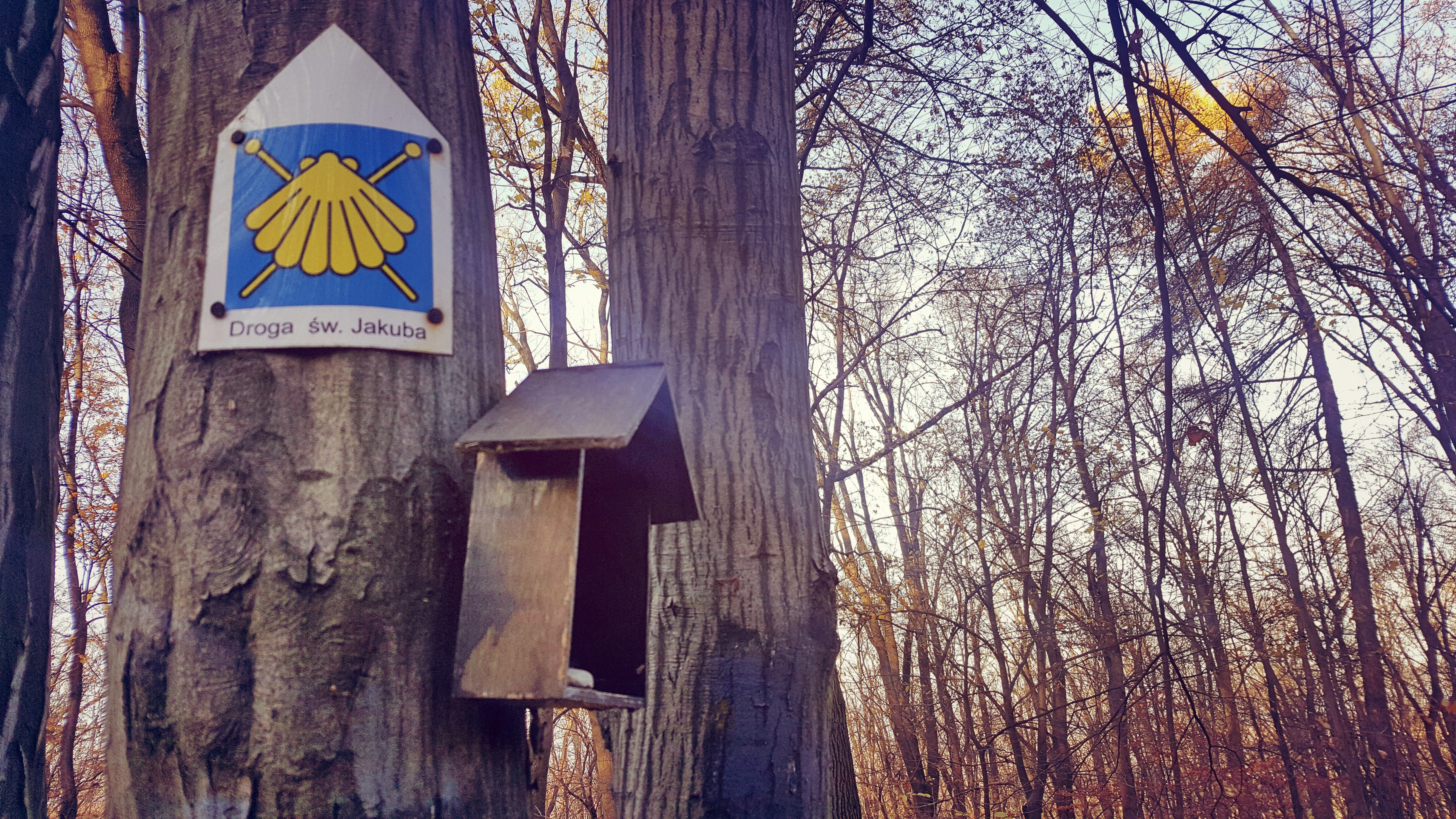
Oznaczenie Drogi św. Jakuba

Według tradycji, między 818 a 842 rokiem, za panowania Alfonsa II z Asturii, biskup Teodomir z Iria (zm. 847) odnalazł szczątki św. Jakuba Większego. W 865 roku autor Usuard wspomina nową osadę i centrum pielgrzymkowe, a w X wieku miejscowość zaczęto nazywać Compostella.  Aleksander VI uznał Camino de Santiago za jedną z trzech wielkich pielgrzymek chrześcijaństwa, obok Jerozolima i Via Francigena do Rzymu. W XII wieku, pod kierunkiem biskupa Diego Gelmírez, Compostela stała się arcybiskupstwem.
W 1987 roku Camino – obejmujące trasy w Hiszpanii, Francji i Portugalii – uznano za pierwszy Szlak kulturowy Rady Europy. Od 2013 roku rocznie przyciąga ponad 200 000 pielgrzymów, a roczny wzrost wynosi ponad 10%.

##### Rzym
Rzym stał się ważnym celem pielgrzymów już w VII wieku, kiedy muzułmański podbój Ziemi Świętej ograniczył dostęp do miejsc związanych z życiem Chrystusa. Pielgrzymki do Ziemi Świętej nasiliły się w późnym średniowieczu, między innymi dzięki franciszkanom.
Rzym oferuje liczne miejsca pielgrzymkowe – zarówno w Watykanie, jak i w całych Włoszech. Popularnym punktem są schody Scala Sancta, prowadzące do praetorium Poncjusz Piłata w Jerozolimie, gdzie Jezus miał doznać Męki.
W Rzymie można również zwiedzić antyczne katakumby, narodowe kościoły (np. San Luigi dei francesi, Santa Maria dell'Anima) oraz świątynie zakonne, jak jezuicki Kościół Najświętszego Imienia Jezus czy Kościół św. Ignacego.  Tradycyjnie pielgrzymi odwiedzają siedem kościołów (Le sette chiese) w ciągu 24 godzin – zwyczaj uregulowany w XVI wieku przez św. Filip Neri.

##### Romería
Romería – coroczna, krótkodystansowa pielgrzymka rzymskokatolicka, praktykowana na Półwyspie Iberyjskim oraz w krajach dawniej skolonizowanych przez Hiszpanię i Portugalię. Nazwa pochodzi od terminu romero/romeiro, oznaczającego osobę podróżującą do Rzym. Podróż może odbywać się samochodem, konno lub pieszo, a celem jest sanktuarium lub erem.
Przykładowym celem pielgrzymek jest Nuestra Señora del Rocío w miejscowości Rocío (Almonte, Huelva). Inną znaną romerią jest Fiestas de San Juan del Monte obchodzona w Miranda de Ebro.  Kolejnym przykładem jest "Romería de la Virgen de la Cabeza" w Andújar, Jaén – najstarsza pielgrzymka w Hiszpanii, obejmująca trasę 33 km przez park narodowy Sierra de Andújar.  W regionie madryckim (gmina Robledo de Chavela) odbywa się także "Romería de la Virgin de Navahonda".  Na Wyspach Kanaryjskich popularna jest "La Romería de Santiago Apóstol", która, zamiast skupiać się na Jezusie, czci Maryję Dziewicę za pomocą obrazów i posągów.

##### Lourdes, Francja

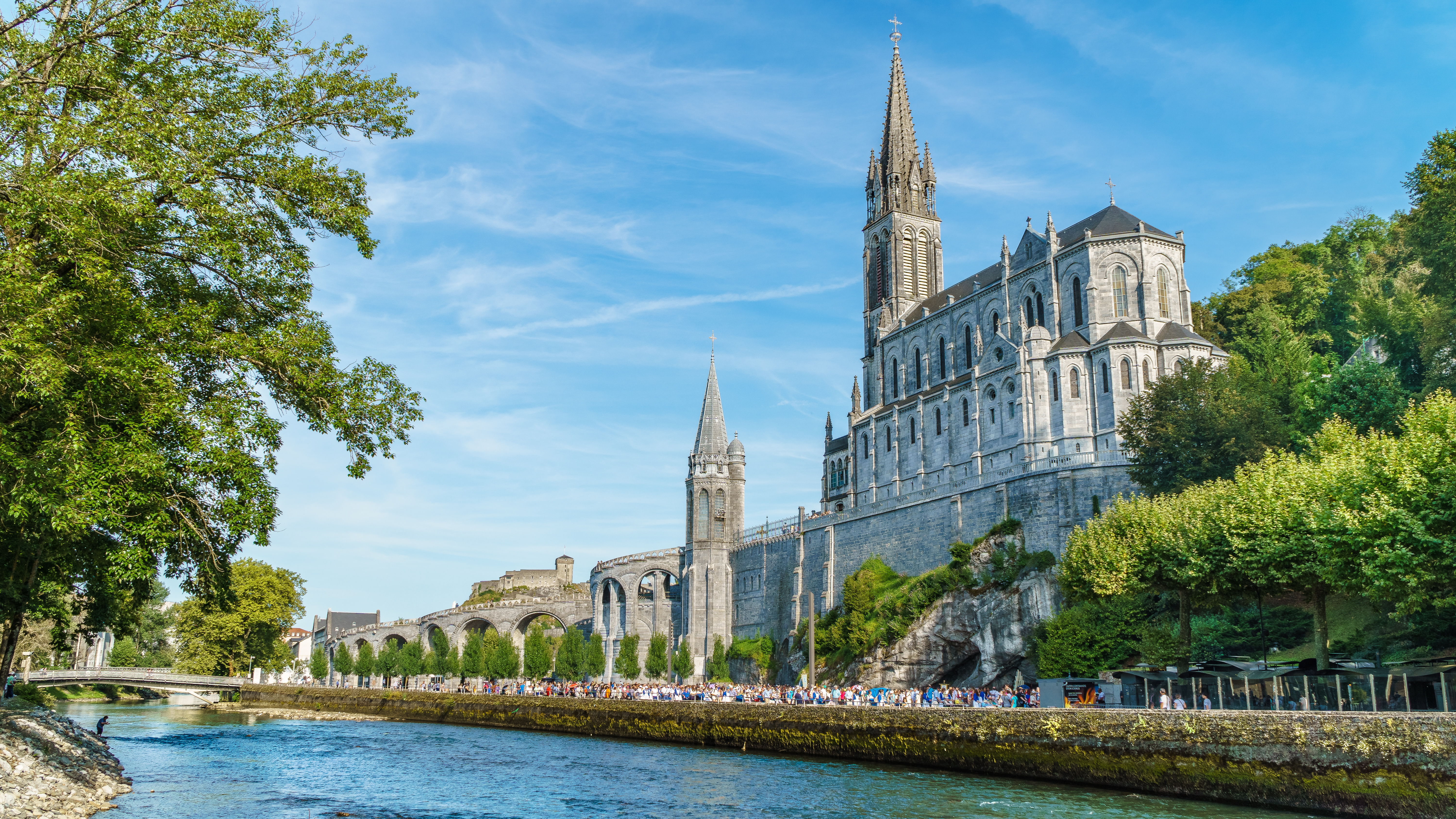
Sanktuarium Matki Bożej z Lourdes

W Lourdes Najświętsza Maryja Panna ukazała się św. Bernadetcie Soubirous osiemnaście razy. Objawienia te uczyniły z Lourdes jedno z najważniejszych miejsc pielgrzymkowych oraz centrum cudownych uzdrowień. Obecnie miasto przyjmuje rocznie do 5 mln turystów, a liczba hoteli – ok. 270 – plasuje je zaraz po Paryżu pod względem zagęszczenia.

##### Maastricht-Akwizgran-Kornelimünster, Niemcy i Holandia
Co siedem lat odbywa się połączona pielgrzymka do Maastricht, Akwizgran i Kornelimünster. W Maastricht prezentowano m.in. relikwie Krzyża Świętego, przepaskę Maryi oraz ramię św. Tomasza. W Akwizgranie – przepaskę Jezusa, sukienkę Maryi oraz szczątki Karola Wielkiego; natomiast w Kornelimünster – przepaskę, sudarium, całun Jezusa oraz czaszkę Papieża Korneliusz.  Popularność pielgrzymki osiągnęła apogeum w XV wieku, gdy w lipcu do miast przybywało nawet 140 000 pielgrzymów. Po przerwie trwającej ok. 150 lat pielgrzymki wznowiono w XIX wieku. W 2011 roku do Maastricht przybyło ok. 175 000 osób, a w 2014 roku Akwizgran odwiedziło około 125 000 pielgrzymów.

##### Fátima, Portugalia
Objawienia maryjne przyciągnęły miliony turystów na całym świecie.

Sanktuarium wyznacza miejsce, w którym Matka Boża objawiła się pastuszkom Łucji dos Santos i jej kuzynom, św. Franciszkowi i św. Hiacyncie Marto, między majem a październikiem 1917 r. Pielgrzymi z całego świata gromadzą się na procesjach ze świecami, które odbywają się codziennie, ze szczególnym uwzględnieniem kluczowych dat objawień Maryi.

##### Canterbury, Anglia

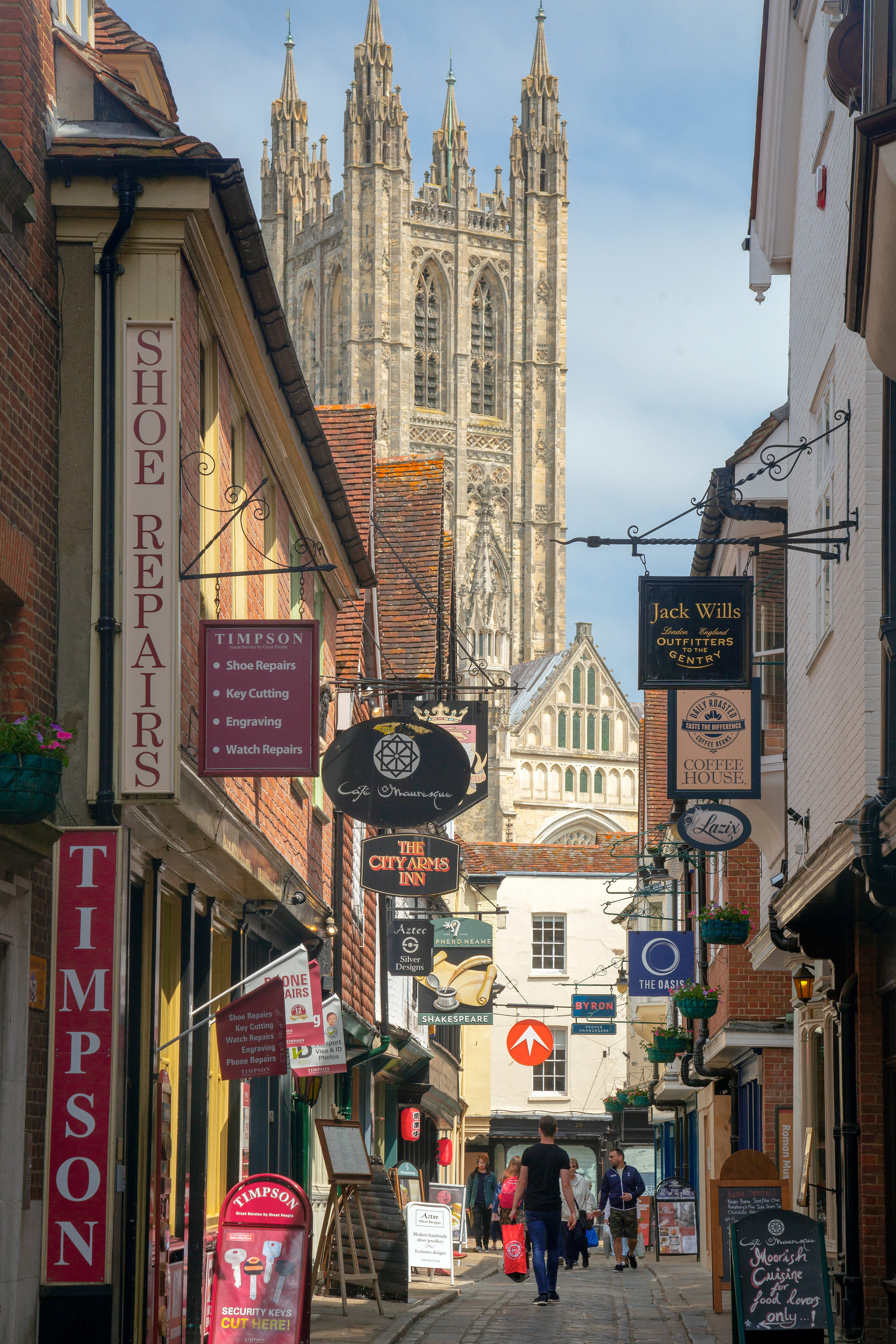
Typowa ulica w Canterbury z katedrą w tle.

Po zamordowaniu arcybiskupa Tomasza Becketa w 1170 roku, Canterbury stało się znanym centrum pielgrzymkowym, odwiedzanym przez wiernych z całej Europy. Pielgrzymka do Canterbury stała się także inspiracją do zbioru opowieści Geoffreya Chaucera, znanego jako Opowieści kanterberyjskie. W wyniku kasaty klasztorów przez Henryka VIII zamknięto klasztory i zgromadzenia zakonne w mieście. Opactwo Świętego Augustyna – będące wówczas czwartym najbogatszym – zostało przejęte przez Koronę, a jego kościół i krużganek zlikwidowano w ciągu kolejnych 15 lat. Sanktuarium Tomasz Becket w katedrze zostało zburzone, a kosztowne relikwie przeniesiono do Tower of London.

### Ameryka Łacińska
Ameryka Łacińska posiada liczne miejsca pielgrzymkowe, które były przedmiotem badań antropologów, historyków oraz badaczy religii. W Mezoameryce niektóre z tych miejsc istniały przed przybyciem Europejczyków, a następnie zostały przekształcone w ośrodki pielgrzymkowe chrześcijaństwa.

#### Aparecida, Brazylia

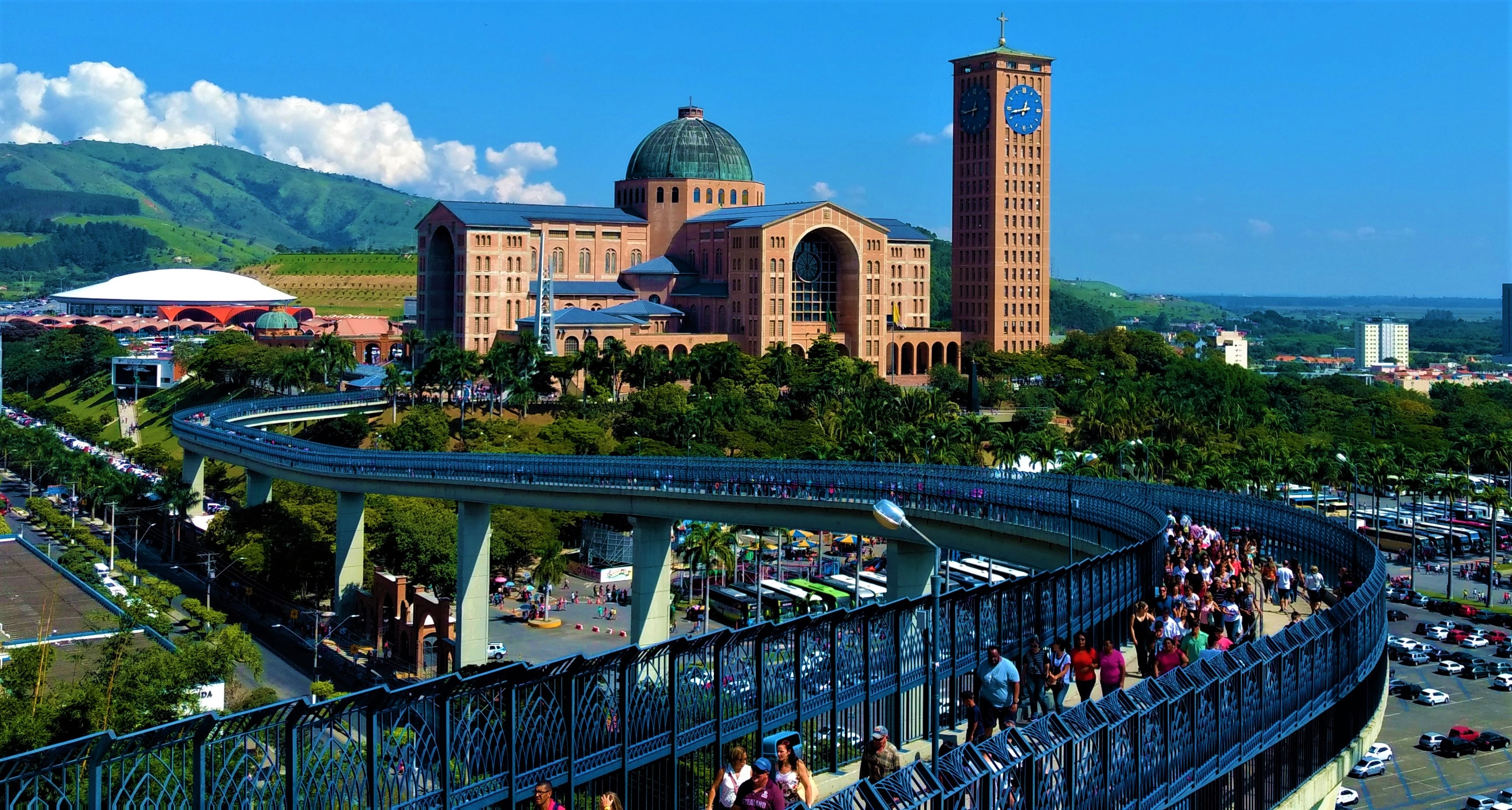
Widok na promenadę i Bazylikę Naszej Pani Aparecida

Matka Boża z Aparecidy (port. Nossa Senhora da Conceição Aparecida) jest patronką Brazylii. Czczona w Kościele katolickim— jest reprezentowana przez niewielki wizerunek z terakoty. Według relacji historycznych, posąg został pierwotnie odnaleziony przez trzech rybaków, którzy po wezwaniach Matki Bożej doświadczyli cudu obfitego połowu. Obecnie posąg znajduje się w Basílica de Nossa Senhora Aparecida, w mieście Aparecida, São Paulo. Co roku bazylika przyjmuje ponad 12 milionów wiernych i pielgrzymów.
Istnieje sześć głównych tras pielgrzymkowych prowadzących do Aparecida. Największa z nich, znana jako The Path of Faith (O Caminho da Fé), ma długość około 970 km, z czego około 500 km przebiega przez Góry Mantiqueira – drogami polnymi, szlakami, ścieżkami leśnymi oraz drogami asfaltowymi – co umożliwia refleksję, poprawę zdrowia fizycznego i psychicznego oraz integrację z przyrodą.

#### Guadalupe, Meksyk
Tepeyac (wzgórze Tepeyac), na którym znajduje się obecnie Bazylica Matki Bożej z Guadalupe poza Meksykiem, tradycyjnie uważa się za miejsce objawienia Matki Bożej z Guadalupe.

#### Our Lady of Zapopan, Meksyk

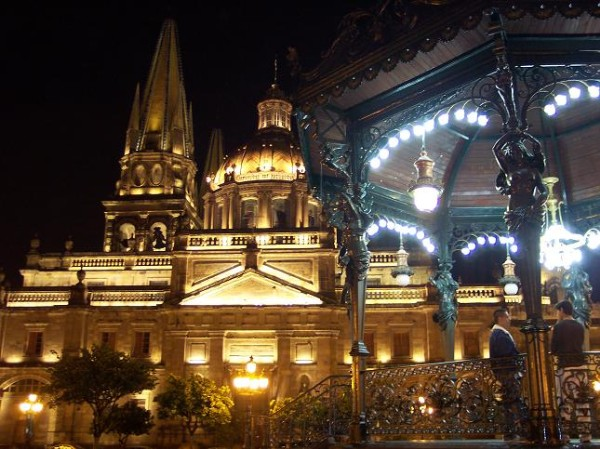
Katedra neoklasycystyczna w Guadalajarze

W Meksyku pielgrzymi udają się pieszo do Bazyliki Matki Bożej z Zapopan, która jest uważana za trzeci najważniejszy cel pielgrzymkowy w kraju – zaraz po pielgrzymce do Matki Bożej z Guadalupe oraz do Matki Bożej z San Juan de los Lagos. Pielgrzymka Matki Bożej z Zapopan obejmuje trasę o długości 8 km, biegnącą od Katedry w Guadalajarze do bazyliki, i odbywa się corocznie 12 października, przy czym figura Matki Bożej jest otoczona przez ponad 3 miliony wiernych.

#### El Quinche, Ekwador

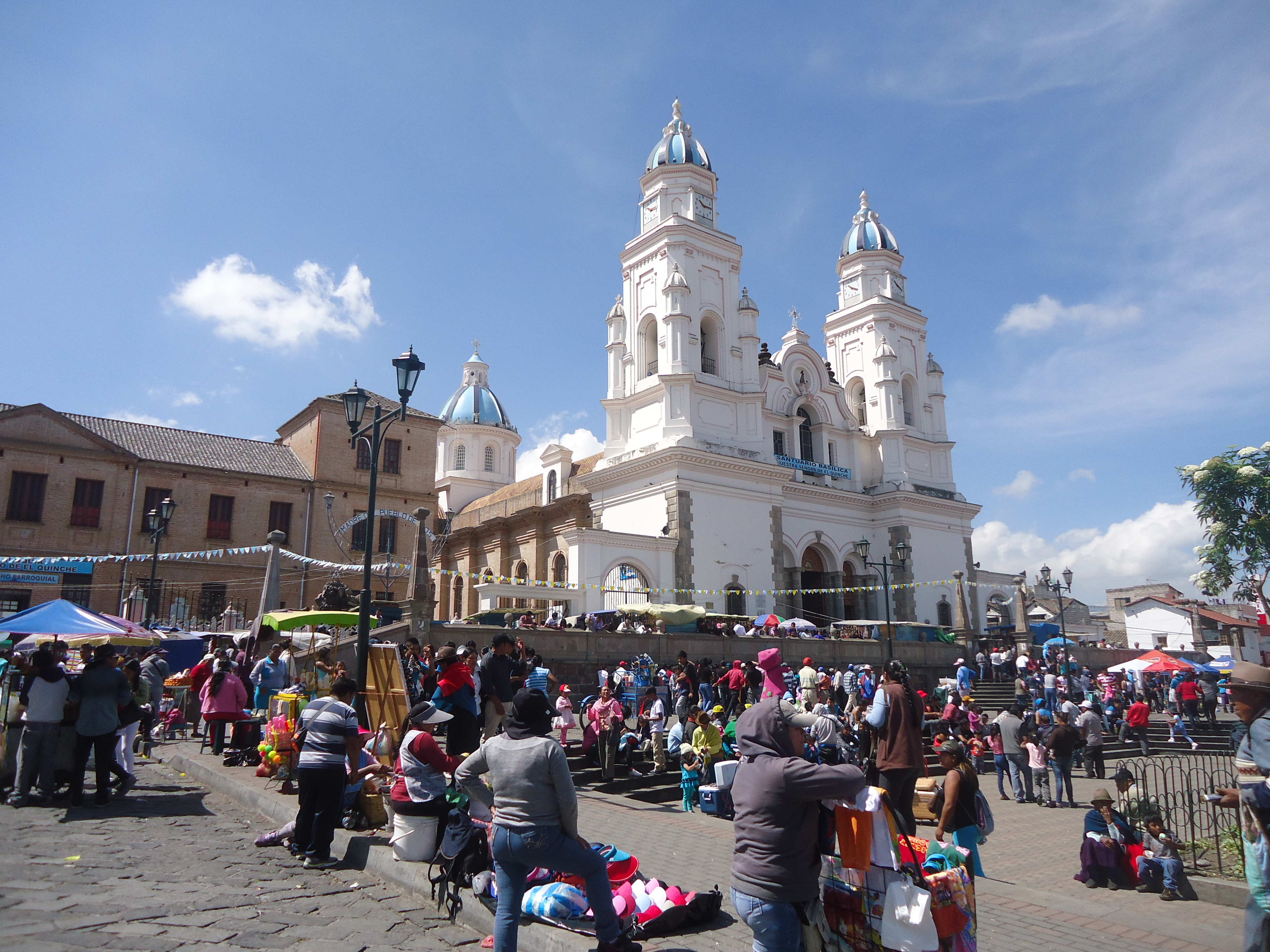
Kaplica El Quinche

Miejscowość położona 28 km na wschód od stolicy, Quito, organizuje pielgrzymkę do Kaplicy Matki Bożej z Prezentacji El Quinche, która odbywa się corocznie 21 listopada o północy. Ponad 800 tysięcy pielgrzymów schodzi stromym zboczem o wysokości 780 metrów nad Guayllabamba River, a następnie wędruje w górę do kaplicy usytuowanej na wysokości 2680 m n.p.m., docierając około 06:00. Papierz Franciszek odwiedził El Quinche 2015-07-08 i wygłosił przemówienie do lokalnych duchownych rzymskokatolickich.

#### El Cisne, Ekwador

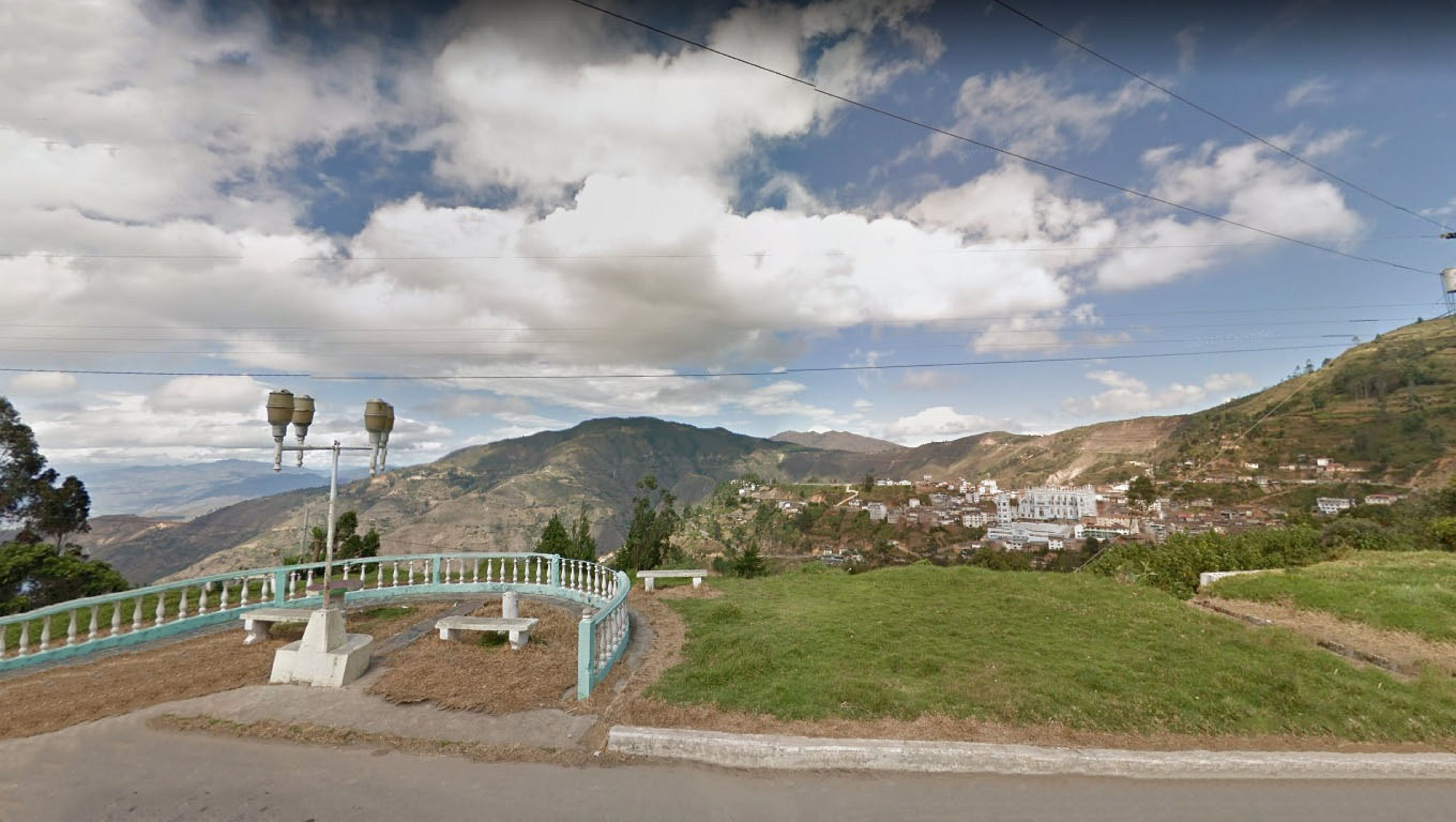
Punkt widokowy na trasie do parafii El Cisne. W oddali widać białą bazylikę.

El Cisne to miasto w południowym Ekwadorze. W 1594 roku przedstawiciele miasta zlecili rzeźbiarzowi  Diego de Robles wykonanie posągu Virgen de El Cisne z drewna cedrowego. Co roku, 17 sierpnia, tysiące pielgrzymów zbierają się w El Cisne, aby przewieźć posąg na dystans około 74 km do katedry w Loja, gdzie 8 września odbywa się wielki festiwal, po którym posąg wraca do El Cisne.

#### Quyllurit'i, Peru
Według Kościoła katolickiego festiwal Quyllurit'i honoruje Lorda Quyllurit'i (keczua Taytacha Quyllurit'i, hiszp. Señor de Quyllurit'i) i ma swoje początki w końcu XVIII wieku. Legenda opowiada o młodym pasterzu Mariano Mayta, który zaprzyjaźnił się z chłopcem mestizo o imieniu Manuel na górze Qullqipunku. Gdy ojciec Mariano wysłał go do Cusco po nową koszulę dla Manuela, a nie udało mu się znaleźć odpowiedniego materiału – ubrania sprzedawano wyłącznie arcybiskupowi – biskup wysłał grupę do zbadania sprawy. Podczas próby schwytania Manuela chłopiec cudownie przemienił się w krzew, na którym zawisł obraz Chrystusa ukrzyżowanego. Zrozpaczony Mariano zmarł na miejscu, a jego grób pod skałą stał się miejscem pielgrzymek, znanym jako Lord Quyllurit'i; na skałę namalowano wizerunek Chrystusa.

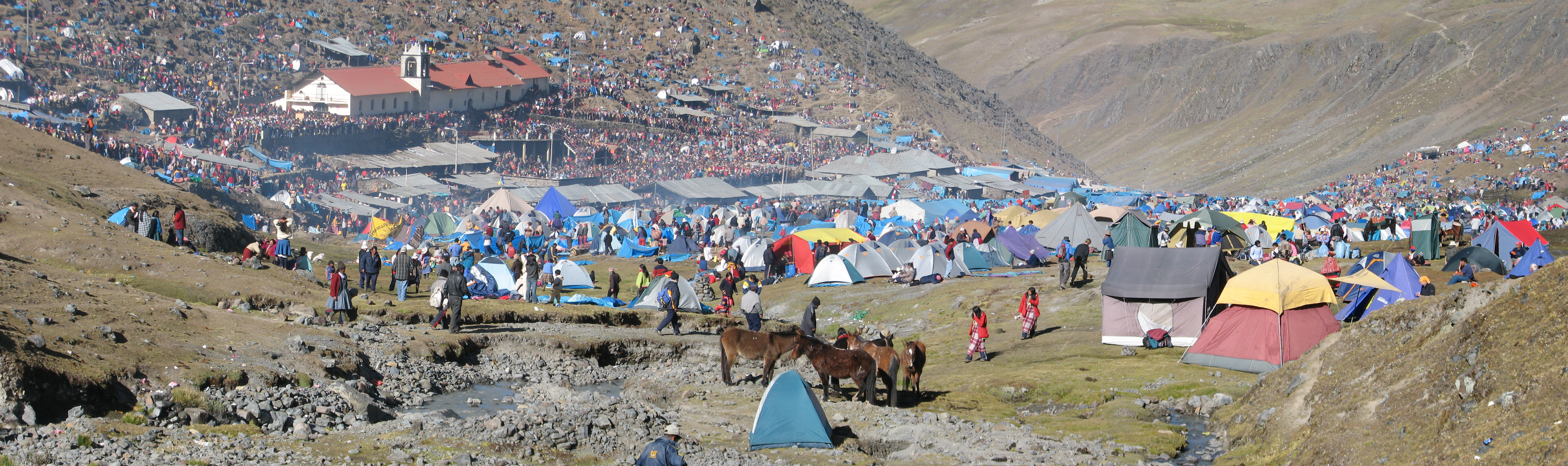
Panoramiczny widok festiwalu, z kościołem sanktuarium Sinaqara w tle

Festiwal przyciąga dziś tysiące rdzennych pielgrzymów z okolic – wśród nich grupy Paucartambo (język Keczua) z regionów rolniczych na północnym zachodzie oraz Quispicanchis (język Aymara) z regionów pasterskich na południowym wschodzie, niedaleko granicy z Boliwią. Coraz częściej uczestniczą także przedstawiciele klasy średniej oraz turyści zagraniczni.  Głównym wydarzeniem dla ludności niechrześcijańskiej jest moment, gdy po pełni księżyca nastaje wschód słońca, a dziesiątki tysięcy osób klęczą, witając pierwsze promienie światła. Do 2017 roku główną ceremonię katolicką wykonywali ukukus, którzy wspinali się na lodowce w pobliżu Qullqipunku na wysokości 5522 m n.p.m.; jednak z powodu zanikającego lodowca pojawiły się obawy o jego całkowite zniknięcie.

#### Copacabana, Boliwia

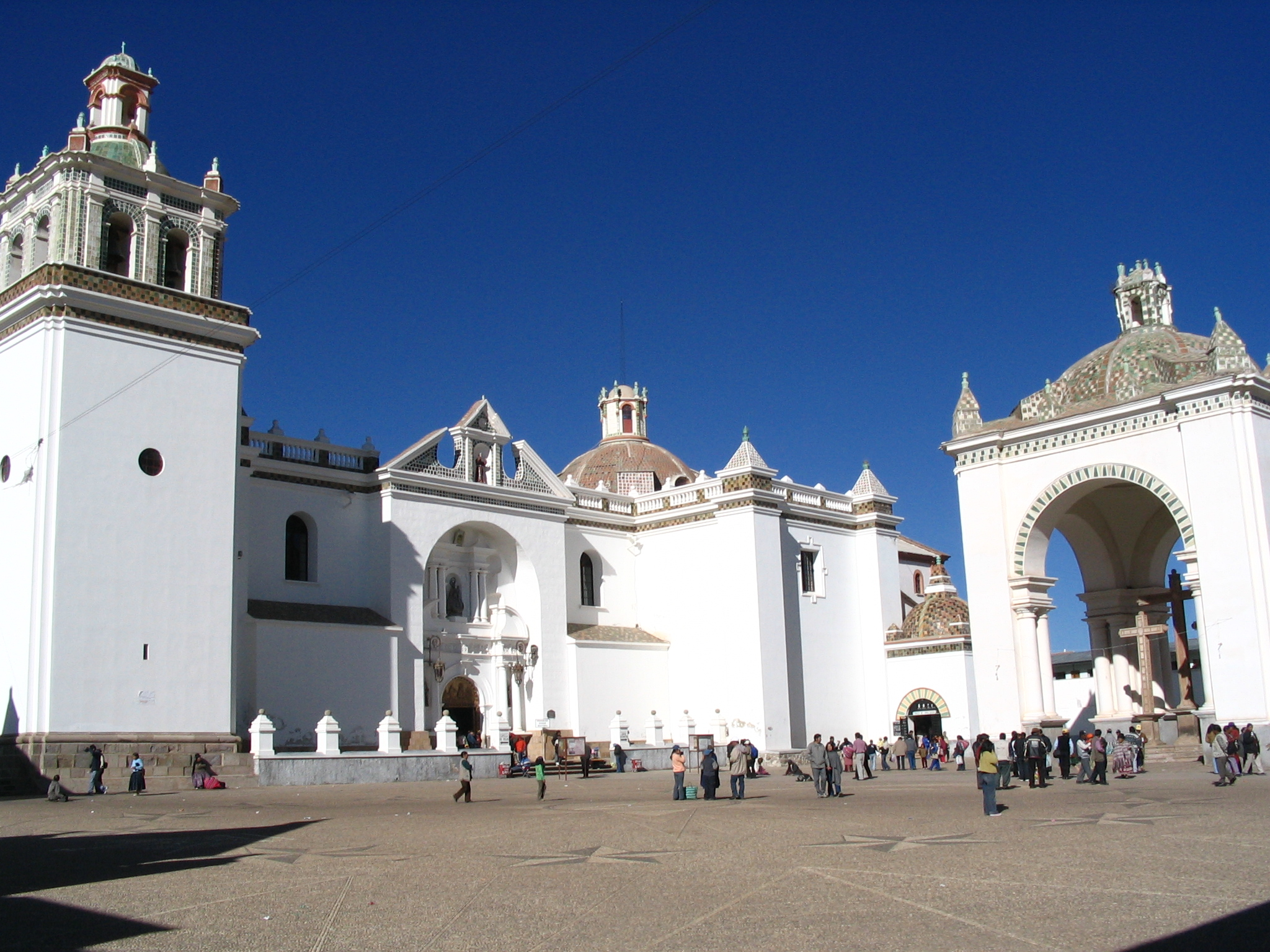
Bazylika Matki Bożej z Copacabana w Copacabanie

Przed 1534 rokiem Copacabana była placówką inkaską i kluczem do starożytnego sanktuarium oraz wyroczni na Wyspie Titicaca. W 1582 roku wnuk władcy Inków, Manco Kapac, poruszony widokiem posągów Maryi w La Paz, stworzył wysokiej jakości posąg, który został umieszczony w Copacabanie jako figura opiekuńcza wspólnoty. Podczas Wielkiego Powstania Ludów Tubac Amaru II w 1781 roku, mimo profanacji kościoła, kaplica (lokalnie zwana "Camarin") pozostała nienaruszona. Copacabana słynie z barwnych obrzędów ludowych – 2 lutego oraz 6 sierpnia odbywają się tam festiwale z tańcami ludowymi.

#### Costa Rica

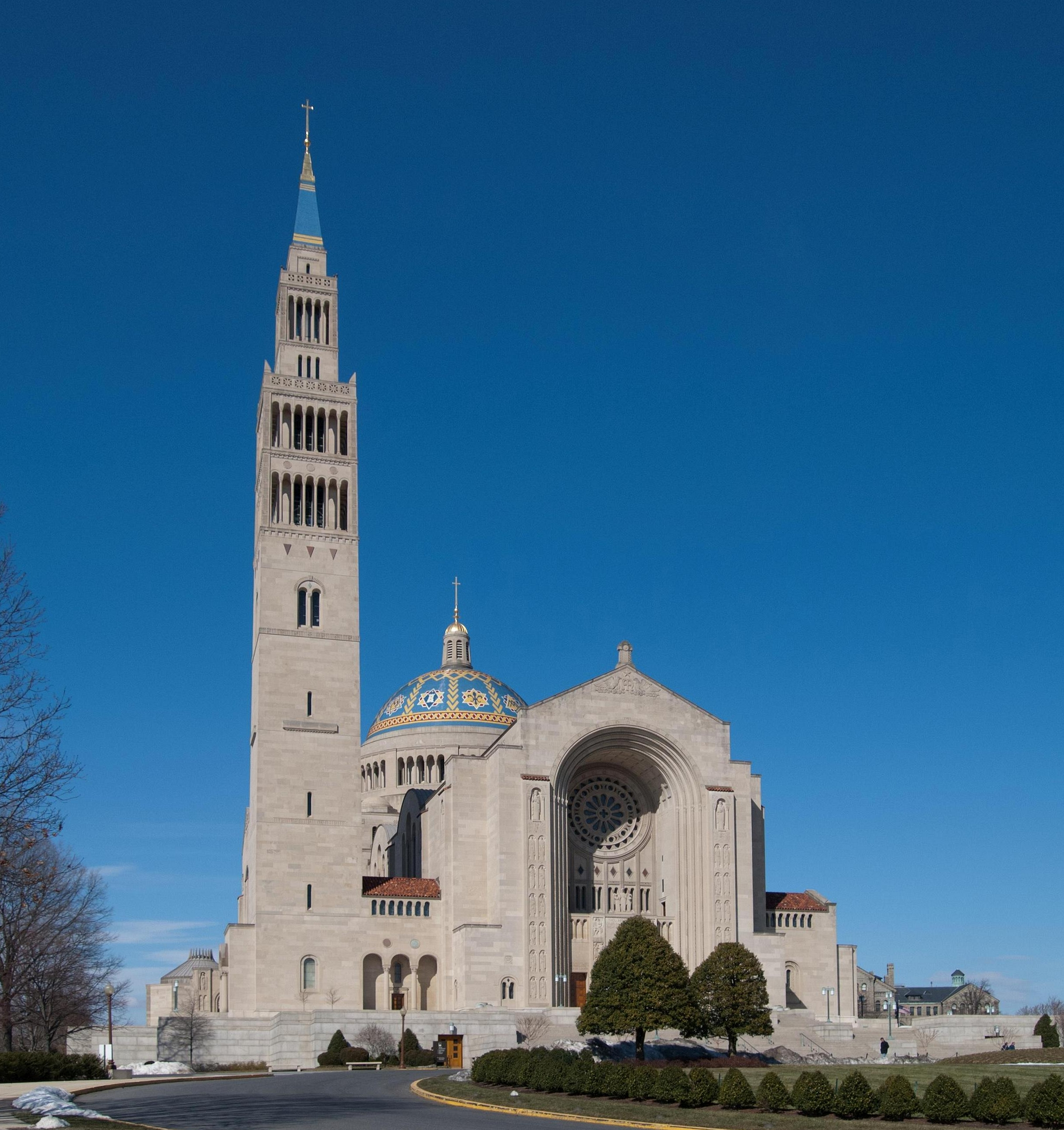
Bazylika Narodowego Sanktuarium Niepokalanego Poczęcia w Waszyngtonie

W Costa Rica tradycyjnie odbywa się pielgrzymka do Cartago w dniu 2 sierpnia na cześć Virgen de los Ángeles (Pani Aniołów), zwanej potocznie la Negrita ze względu na ciemnozielony kolor posągu, który znajduje się w Basílica de Nuestra Señora de los Ángeles, Cartago. Wierni z całego kraju, a także z innych państw Ameryki Środkowej, udają się tam pieszo lub konno. W 2009 roku, ze względu na zagrożenie rozprzestrzeniania się AH1N1, pielgrzymka została oficjalnie odwołana, a posąg wystawiony na tournée po miastach.